# Szaniec powstańczy pod Borownicą
Szaniec powstańczy pod Borownicą – pomnik w formie kamiennego szańca zlokalizowany na północ od przysiółka Borownica przy wschodniej granicy Zdun w powiecie krotoszyńskim (woj. wielkopolskie).

## Charakterystyka
Rejon Borownicy, Chachalni i Zdun był miejscem walk w czasie powstania wielkopolskiego w latach 1918-1919. W celu uczczenia pamięci tych zdarzeń koło PTTK w Zdunach rozpoczęło w 1968 (50. rocznica powstania) sypanie w miejscu walk pamiątkowego szańca z kamieni polnych (dokładanie kamieni trwa nieprzerwanie). Wydarzenia upamiętniają dwa kamienie pamiątkowe, a także kilka dawnych kamiennych słupów granicznych z wyrytymi literami P – Polska oraz D – Deutschland (granica Polski i Niemiec w latach 1918–1939 przebiegała pod Zdunami). Do szańca prowadzi pieszy szlak zielony ze Zdun do Krotoszyna i czarny szlak rowerowy Wokół Krotoszyna. 
Z inicjatywy zdunowskich turystów w grudniu 1968 roku powstał pomysł usypania symbolicznego pomnika – kopca, upamiętniającego walki powstańcze pod Zdunami - na Borownicy. Członkowie Koła przywieźli duży kamień polny, odnaleźli kamienie graniczne z 1939 roku i w ten sposób usypali kopiec – szaniec ku czci Powstania Wielkopolskiego. Osobami szczególnie zaangażowanymi w to przedsięwzięcie byli: Henryk Kępa, Edmund Hadryś, Władysław Rosik i Andrzej Hanisch. Edward Jokiel, nauczyciel tej samej szkoły, zainicjował w 1983 Zimowy Pieszy Rajd Kołłątajowców na Szaniec Powstańczy, który odbywa się corocznie do dziś.

## Powstańcy walczący pod Borownicą
- Jan Domagalski - podnaczelnik Straży Ludowej w czasie powstania wielkopolskiego w powiecie krotoszyńskim, bosman, uczestnik I wojny światowej, budowniczy kamienic w Krotoszynie;
- Władysław Nawrocki - dowódca drużyn bojowych Straży Ludowej w czasie walk pod Borownicą, członek Sokoła, twórca 3 Batalionu Obrony Narodowej w Poznaniu, bohater bitwy o Postawy i nad rzeką Autą w 1920r. uczestnik I i II wojny światowej, zamordowany w Katyniu
- Władysław Rybakowski - kierujący akcją w terenie w czasie walk powstańczych, członek Sokoła, uczestnik I wojny światowej